# シャンダレラ
シャンダレラ（Xandarella, またはザンダレラ）は、約5億年前のカンブリア紀に生息した化石節足動物の一属。眼に繋がる溝に分かれた頭部と、数多くの節に分れた脚をもつ。中国で見つかった Xandarella spectaculum によって知られている。

## 形態
体長およそ5.1cm。全身は縦長い楕円形で、数多くの体節は頭部 (head, cephalon) と胴部 (trunk) に分かれ、胴部は更に複数節の胸部 (thorax) と1枚の尾部 (pygidium) に分けられる。
頭部の背甲 (head shield) は三日月型寄りの半円形、背面に1対の側眼（複眼）が配置される。この眼は従来では背面にあるとあれるが、シノブリウスのように背甲の下に覆われる可能性もある。左右1対の溝は側眼から背甲側面まで伸びて、両眼に繋がった中央1本の溝はやや前に突き出す。この溝により背甲は前後2枚に分かれたように見えるが、中央の溝は癒合しており、左右の溝のみ前後分かれている。胴部は12枚の背板 (tergite) に覆われるが、実際の体節数（20を超えるとされ、後述の付属肢が対応する）より少なく、最後の4枚は後方ほど多く（2から12以上）の体節を覆う構造となっている。第1背板は退化的で、背甲後縁に囲まれる。残りの胸部背板は後方のものほど両後端が曲がって尖り、最後1枚の尾部背板は末端が三叉状となっている。
腹面は先頭のハイポストーマ (hypostome) の左右から数多くの節に分れた1対の触角が伸びて、それ以降は同形の脚が並び、各脚の間には1枚の小さな砂時計状の腹板 (sternite) がある。ハイポストーマは楕円形で背甲前縁と隣接しない。脚は前の6対が頭部に、それ以降の数十対が胴部に由来する。脚は二叉型で、原節 (basipod) から2節の細長い外肢 (exopod) と12節以上の歩脚型の内肢 (endopod) が伸びる。外肢後縁に数多くの細長い葉状の構造体 (lamella) が並び、内肢は各肢節の末端に短い端棘をもつ。

## 分類

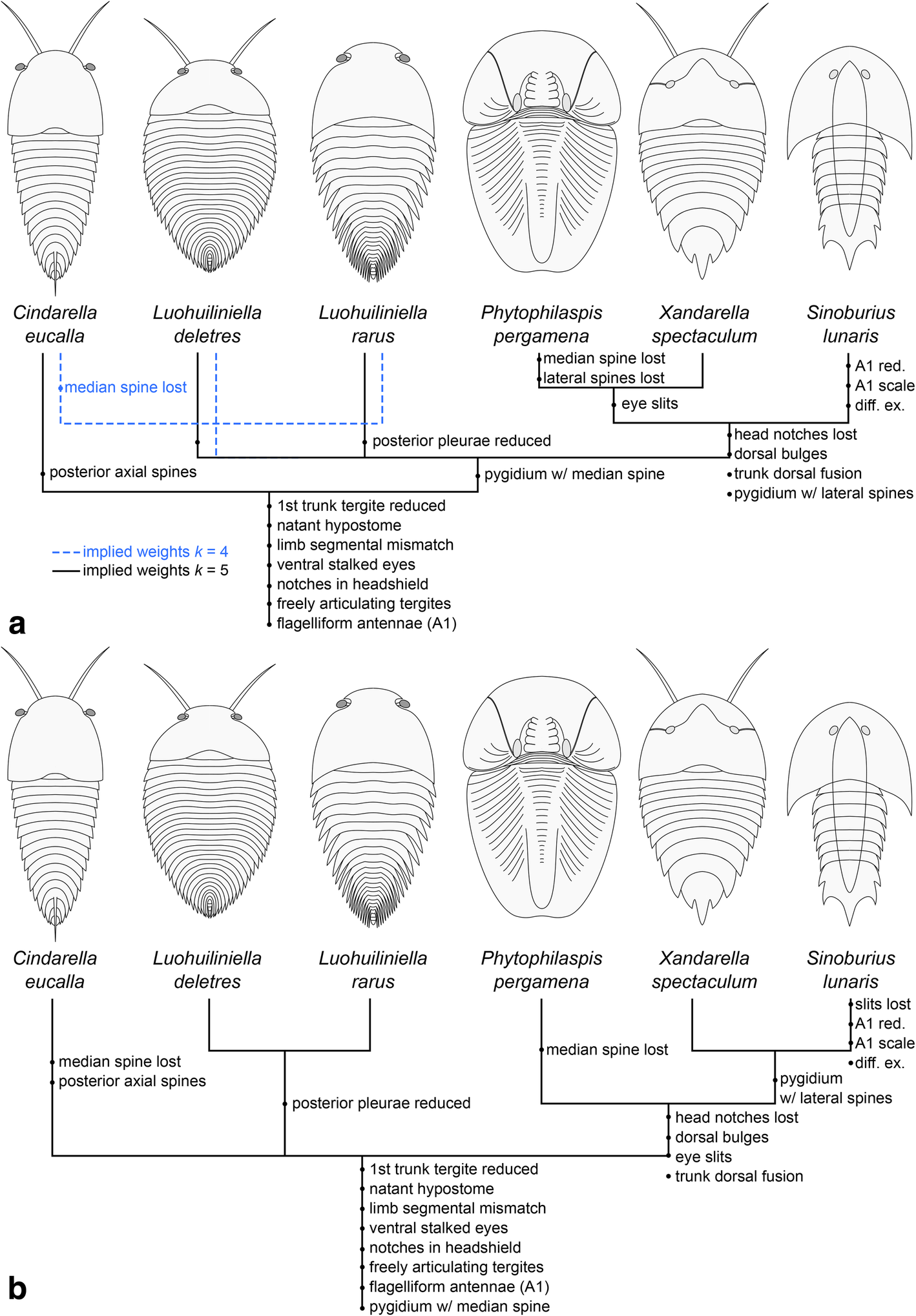
類の内部系統関係

シャンダレラは古生物のみ知られる節足動物の分類群Artiopoda類の三葉形類に属し、その中ではシノブリウスやシンダレラなどと共にXandarellida（=Petalopleura）類に分類される。この類は体節に対応しない背板が共通点で、そのうちシャンダレラは12以上の節に分れた内肢から他の種類と区別できる（Xandarellida類だけでなく、Artiopoda類全般の内肢は通常では7節）。この特徴は他の一部の化石節足動物（フーシャンフイア類、ユーシカルシノイド類など）にも見られるが、どれもArtiopoda類ですらない別系統のため単なる同形形質（平行進化の結果）とされる。また、Xandarellida類の中ではフィトフィラスピスと同じ奥の側眼に繋がる背甲左右の溝は、シンダレラやルオフイリネラに見られるような側面の側眼が内側に陥入した名残と考えられる。

化石標本 MHNM-HA-TT-CA-1A とその解釈図

2024年現在、シャンダレラ（シャンダレラ属 Xandarella）には中国雲南省の澄江動物群（カンブリア紀第三期、約5億1,800万年前）で見つかった模式種（タイプ種）である Xandarella spectaculum のみ明確に認められる。モロッコの Tatelt Formation（ウリューアン期）で見つかり、腹面構造のみ知られる化石標本 MHNM-HA-TT-CA-1A は Ortega-Hernández et al. 2017 により本属の1種 Xandarella mauretanica として記載されたが、El Albani et al. 2024 の研究により Gigoutella属の三葉虫の1種 Gigoutella mauretanica として再分類されるようになった。